# إدوارد ويليس سكريبس
إدوارد ويليس سكريبس (بالإنجليزية: E. W. Scripps) (18 يونيو 1854 - 12 مارس 1926) صحفي، ناشر أمريكي ومؤسس كلا من شركة إدوارد ويليس سكريبس، مجموعة إعلامية متنوعة، وخدمة يونايتد برس الإخبارية والتي أصبحت تسمى بعد اندماجها مع خدمة الأخبار الدولية (INS) بيونايتد برس إنترناشيونال (UPI) في عام 1958. تم تسمية كلية الصحافة في جامعة أوهايو باسم مدرسة إدوارد ويليس سكريبس على اسمه تكريما له.

## السيرة الذاتية

### النشأة
ولد إدوارد سكريبس وترعرع في روشفيل، إلينوي لجيمس موغ سكريبس القادم من لندن وجوليا أديلين أوزبورن (الزوجة الثالثة) من مدينة نيويورك. إدوارد هو الابن الأصغر من بين خمسة أطفال لجيمس وجوليا، والثامن لجيمس حيث لديه سبعة أطفال من الزيجات السابقة.
على غرار العديد من رجال الأعمال في عصره إختار سكريبس الحروف الأولى من اسمه «إيه دبليو» للتوقيع وكثيرا ما وقع اسمه الأوسط باسم «ويليس».
اشتهر ويليس بولعه بالويسكي والسيجار، وفقا لمساعده جيلسون جاردنر فإن ويليس كان يشرب جالونا (3.79 لترا) يوميا وكان يحمل سيجارا مشتعلا طوال فترة يقظته.

## مهنة الصحافة
عمل كلا من ويليس وأخته غير الشقيقة إلين مع أخيه غير الشقيق الأكبر جيمس عندما أسس صحيفة ديترويت نيوز في عام 1873 حيث شغل منصب ساعي المكتب. في عام 1878، باستخدام قروض من إخوته غير الأشقاء ذهب ويليس إلى ذا بيني برس (كليفلاند برس الآن) في كليفلاند. باستخدام الدعم المالي من شقيقته إلين بدأ بشراء الصحف الصغيرة سريعا ما وصل عددهم إلى 25 صحيفة. كانت هذه هي الخطوة الأولى على طريق إنشاء إمبراطورية سكريبس الإعلامية.
يعتمد ويليس على إقراض المال للناشرين الشباب في الصحف المحلية الواعدة وشراء أسهم بقيمة 51% من الصحف الناجحة.
أدار ويليس في شركته بمبدأ أن المحررين المحليين يعرفون أفضل عن إدارة الصحف المحلية فأعطى لهم قدر كبير من الحكم الذاتي. كما بدأ بتوزيع الصحف على الضواحي حيث يحصل بذلك على الجزء الأكبر من الدخل من المعلنين بدلا من المشتركين.
في عام 1907، أنشأ سكريبس منظمة الصحف المتحدة، ثم خدمة الأخبار يونايتد برس إنترناشيونال لتغطيه الأخبار الإقليمية، صرح بعدها قائلا:
«إن أفضل خدمة يمكن أن أقدمها إلى شعب هذا البلد هو إنشاء مطبعة المتحدة»

## الحياة الشخصية
في عام 1898، انتهى سكريبس من بناء منزل في سان دييغو بالقرب من منزل أخته غير الشقيقة، معتقدا أن المناخ الجاف والدافئ يمكن أن يساعد في الشفاء من التهاب الأنف التحسسي الذي كان لديه طوال حياته. كان الهدف من المنزل هو أن يكون منزلا شتويا للهرب من برد ويست تشيستر، مقاطعة بتلر، أوهايو لكنه أصبح في نهاية الأمر منزلا دائما عاش فيه على مدار السنة مديرا أعمال من مزرعته الخاصة التي تم تحويلها الآن لمجتمع سكريبس لعوم المحيطات وقاعدة جوية لميرامار.
ظهرت منافسه كبيرة بين وليام راندولف هيرست وسكريبس حول من يمتلك تكتلا صحافيا أفضل.
في عام 1921، أسس سكريبس مجتمع خدمة العلوم، الذي تم إعادة تسميته فيما بعد إلى جمعية العلوم والعامة بهدف إبقاء الجمهور على علم بالإنجازات العلمية.

## التكريم
تم تسمية جامعة سكريبس على اسمه تكريما له على أعماله حيث إن جزءاً كبيراً من هباتها مستمد من ثروته في الصحف.

## المنشورات
- أبحاث سكريبس، مركز ماهن للمحفوظات والمجموعات الخاصة، مكتبات جامعة ولاية أوهايو، أثينا، أوهايو.
- روبرت إي بورك كوكتيل.

## وصلات خارجية
- إدوارد ويليس سكريبس على موقع الموسوعة البريطانية (الإنجليزية)
- إدوارد ويليس سكريبس على موقع إن إن دي بي (الإنجليزية)

- كيف جاء معهد سكريبس لسان دييغو"، مجلة سان دييغو التاريخ 27: 3 (صيف 1981).
- رواد شركة إد دبليو سكريبس[وصلة مكسورة].